# LSV Immelmann Breslau
LSV Immelmann Breslau  was een Duitse voetbalclub uit Breslau, dat tegenwoordig het Poolse Wrocław is.

## Geschiedenis
De militaire club werd opgericht in 1940. In 1942 promoveerde de club naar de Gauliga Niederschlesien, de hoogste klasse. De club werd achtste op tien clubs. Voor het seizoen 1943/44 vormde de club samen met SC Hertha Breslau een tijdelijke fusie omdat beide clubs te weinig spelers ter beschikking hadden door de verwikkelingen in de Tweede Wereldoorlog. De competitie werd onverdeeld in vier reeksen en onder de naam KSG Hertha/Immelmann Breslau werd de club tweede achter Breslauer SpVgg 02. In oktober 1944 werd de club opgeheven.